# الملكة الراقصة
الملكة الراقصة (بالإنجليزية: Dancing Queen)‏ هي أغنية بوب أوروبية للفرقة السويدية ABBA وذلك من الألبوم وصول (أرّايفل). كتب الأغنية كل من بيني أندرسون وبيورن أولفايوس بالإضافة إلى ستيغ أندرسون؛ مع العلم أن الأخيرين هما من قاما بالإنتاج.
أطلقت الأغنية مفردة في السويد في 15 أغسطس سنة 1976، تلى ذلك الإطلاق في بريطانيا وباقي أوروبا بعد عدة أيام. لقت الأغنية نجاحاً منقطع النظير؛ فاحتلت المركز الأول بين الأغاني الأكثر سماعاً في الولايات المتحدة، وأغلب دول أوروبا وعدد من دول العالم.